# Улюблена архітектура Америки
«Улюблена архітектура Америки» — це список будівель та інших споруд, визначених як найпопулярніші архітектурні об'єкти в Сполучених Штатах Америки.
У 2006—2007 роках Американський інститут архітекторів (AIA) ініціював дослідження для визначення найпопулярніших архітектурних споруд у США. Дослідження проводила компанія Harris Interactive, спочатку опитавши вибірку членів AIA, а згодом — вибірку громадськості.
На першому етапі дослідження було опитано 2448 членів Американського інституту архітекторів, яким запропогували назвати свої «улюблені» споруди. Кожному учаснику дозволялося назвати до 20 споруд у кожній з 15 визначених категорій. До наступного етапу — опитування громадськості — увійшли 248 споруд, названих щонайменше шістьма членами AIA.
У другому етапі опитування взяли участь 2214 осіб. Вони оцінювали численні фотографії будівель і споруд зі списку 248 об'єктів, складеного на основі опитування архітекторів. Уподобання громадськості оцінювали за шкалою «привабливості», розробленою для цього дослідження.
У рамках святкування 150-річчя організації в 2007 році AIA оголосив список із 150 споруд із найвищими оцінками під назвою «Улюблена архітектура Америки». Більшістсь споруд зі списку розташовані в Нью-Йорку — 32 об'єкти  — більше, ніж у будь-якому іншому місті. З 10 споруд, які посіли найвищі місця в рейтингу, 6 розташовані у Вашингтоні, округ Колумбія. Зі 150 об'єктів зі списку у Вашингтоні розташовані 17. Чикаго представлено 16 об'єктами.
Нижче наведено список 150 найкращих споруд.

## Список «Улюблена архітектура Америки»
| Місце | Назва споруди                                                 | Місто                             | Штат              | Архітектор(и)                                                                                | Роки спорудження | Стиль                                       | Зображення |
| ----- | ------------------------------------------------------------- | --------------------------------- | ----------------- | -------------------------------------------------------------------------------------------- | ---------------- | ------------------------------------------- | ---------- |
| 1     | Емпайр-Стейт-Білдінг                                          | Нью-Йорк                          | Нью-Йорк          | Вільям Фредерік Лемб                                                                         | 1930–31          | Ар-деко                                     |            |
| 2     | Білий дім                                                     | Вашингтон                         | Округ Колумбія    | Джеймс Гобан                                                                                 | 1792–1800        | Неокласицизм                                |            |
| 3     | Національний собор Вашингтона                                 | Вашингтон                         | Округ Колумбія    | Джордж Фредерік Бодлі, Генрі Воган, Філіп Губерт Фроман                                      | 1906–88          | Неоготика                                   |            |
| 4     | Меморіал Джефферсона                                          | Вашингтон                         | Округ Колумбія    | Джон Рассел Поуп                                                                             | 1939–43          | Неокласицизм                                |            |
| 5     | Міст Золота Брама                                             | Сан-Франциско                     | Каліфорнія        | Ірвінг Морроу, Гертруда Морроу                                                               | 1933–37          | Ар-деко                                     |            |
| 6     | Капітолій                                                     | Вашингтон                         | Округ Колумбія    | Вільям Торнтон                                                                               | 1793–1962        | Неокласицизм                                |            |
| 7     | Меморіал Лінкольна                                            | Вашингтон                         | Округ Колумбія    | Генрі Бекон                                                                                  | 1914–22          | Неогрецький                                 |            |
| 8     | Маєток Білтмор                                                | Ешвілл                            | Північна Кароліна | Річард Морріс Гант, Фредерік Лоу Олмстед                                                     | 1889–95          | Шато                                        |            |
| 9     | Крайслер-Білдінг                                              | Нью-Йорк                          | Нью-Йорк          | Вільям Ван Ален                                                                              | 1928–30          | Ар-деко                                     |            |
| 10    | Меморіал ветеранів Війни у В'єтнамі                           | Вашингтон                         | Округ Колумбія    | Мая Лін                                                                                      | 1982             | Модернізм                                   |            |
| 11    | Собор Святого Патрика                                         | Нью-Йорк                          | Нью-Йорк          | Джеймс Ренвік-молодший                                                                       | 1858–78          | Неоготика                                   |            |
| 12    | Монумент Вашингтона                                           | Вашингтон                         | Округ Колумбія    | Роберт Міллс                                                                                 | 1848–54          | Новоєгипетський                             |            |
| 13    | Гранд-Сентрал-Стейшн                                          | Нью-Йорк                          | Нью-Йорк          | Reed and Stem; Warren and Wetmore                                                            | 1903–13          | Боз-ар                                      |            |
| 14    | Арка Гейтвей                                                  | Сент-Луїс                         | Міссурі           | Ееро Саарінен                                                                                | 1963–65          | Модернізм                                   |            |
| 15    | Будівля Верховного суду США                                   | Вашингтон                         | Округ Колумбія    | Касс Ґілберт                                                                                 | 1932–35          | Неокласицизм                                |            |
| 16    | Готель «Сент-Ріджис»                                          | Нью-Йорк                          | Нью-Йорк          | Trowbridge & Livingston                                                                      | 1904             | Боз-ар                                      |            |
| 17    | Музей мистецтва Метрополітен                                  | Нью-Йорк                          | Нью-Йорк          | Калверт Вокс; McKim, Mead & White; Річард Морріс Гант; Кевін Рош; Джон Дінкелу               | 1895– 2012       | Боз-ар                                      |            |
| 18    | Готель «Дель Коронадо»                                        | Коронадо                          | Каліфорнія        | Джеймс Вільям Рід                                                                            | 1888             | Вікторіанський                              |            |
| 19    | Всесвітній торговий центр (зруйнований)                       | Нью-Йорк                          | Нью-Йорк          | Мінору Ямасакі                                                                               | 1966–75          | Модернізм                                   |            |
| 20    | Бруклінський міст                                             | Нью-Йорк                          | Нью-Йорк          | Джон Роблінг                                                                                 | 1869-83          | Неоготика                                   |            |
| 21    | Філадельфійська ратуша                                        | Філадельфія                       | Пенсільванія      | Джон МакАртур-молодший                                                                       | 1871–1901        | Другий ампір                                |            |
| 22    | Готель-казино «Беладжіо»                                      | Лас-Вегас                         | Невада            | Деруйтер Батлер; Atlandia Design                                                             | 1995–98          | Італійський                                 |            |
| 23    | Собор святого Іоанна Богослова                                | Нью-Йорк                          | Нью-Йорк          | Heins & LaFarge; Ральф Адамс Крам                                                            | 1892–1911        | Неоготика                                   |            |
| 24    | Музей мистецтв Філадельфії                                    | Філадельфія                       | Пенсільванія      | Горас Трамбауер, Zantzinger, Borie, and Medary                                               | 1919–28          | Неокласицизм                                |            |
| 25    | Церква Трійці                                                 | Бостон                            | Массачусетс       | Генрі Гобсон Річардсон                                                                       | 1872–77          | Річардсоніанський романський                |            |
| 26    | Готель «Авані»                                                | Долина Йосеміті                   | Каліфорнія        | Гілберт Стенлі Андервуд                                                                      | 1926–27          | Сільський стиль Служби національних парків  |            |
| 27    | Монтічелло                                                    | Шарлотсвілл                       | Вірджинія         | Томас Джефферсон                                                                             | 1768–1826        | Георгіанський                               |            |
| 28    | Бібліотека Конгресу                                           | Вашингтон                         | Округ Колумбія    | Джон Смітмеєр, Пол Пельц                                                                     | 1890–97          | Боз-ар                                      |            |
| 29    | Будинок над водоспадом                                        | Спрингфілд Тауншип                | Пенсільванія      | Френк Ллойд Райт                                                                             | 1936–39          | Органічна архітектура                       |            |
| 30    | Талієсін                                                      | Спрінг-Грін                       | Вісконсин         | Френк Ллойд Райт                                                                             | 1911–59          | Стиль прерій                                |            |
| 31    | Ріґлі-Філд                                                    | Чикаго                            | Іллінойс          | Закарі Тейлор Девіс                                                                          | 1911–14          | Бейсбольний стадіон                         |            |
| 32    | Універмаг Джона Ванамейкера                                   | Філадельфія                       | Пенсільванія      | Деніел Бернхем                                                                               | 1876             | Неоренесанс                                 |            |
| 33    | Роузівський центр вивчення Землі та космосу                   | Нью-Йорк                          | Нью-Йорк          | Джеймс Полшек                                                                                | 2000             | Хай-тек / Постмодерн                        |            |
| 34    | Національна галерея мистецтва (західна будівля)               | Вашингтон                         | Округ Колумбія    | Джон Рассел Поуп                                                                             | 1938–41          | Неокласицизм                                |            |
| 35    | Будівля суду округу Аллегені                                  | Піттсбург                         | Пенсільванія      | Генрі Гобсон Річардсон                                                                       | 1883–88          | Річардсоніанський романський                |            |
| 36    | Готель «Олд Фейтфул Інн»                                      | Єллоустоунський національний парк | Вайомінг          | Роберт Рімер                                                                                 | 1903–27          | Сільський стиль Служби національних парків  |            |
| 37    | Станція «Юніон-Стейшн»                                        | Вашингтон                         | Округ Колумбія    | Деніел Хадсон Бернхем                                                                        | 1908–89          | Боз-ар                                      |            |
| 38    | Тріб'юн-тауер                                                 | Чикаго                            | Іллінойс          | Джон Мід Говеллс; Реймонд Гуд                                                                | 1923–25          | Неоготика                                   |            |
| 39    | Готель «Делано»                                               | Маямі-Біч                         | Флорида           | Роберт Свортбург; Філіп Старк (інтер'єр)                                                     | 1947–94          | Ар-деко                                     |            |
| 40    | Станція «Юніон-Стейшн»                                        | Сент-Луїс                         | Міссурі           | Теодор Лінк                                                                                  | 1892             | Неороманський                               |            |
| 41    | Замок Герста                                                  | Сан-Сімеон                        | Каліфорнія        | Джулія Морган                                                                                | 1919–1947        | Стиль іспанського колоніального відродження |            |
| 42    | Вілліс-тауер                                                  | Чикаго                            | Іллінойс          | Фазлур Рахман Хан, Брюс Грем                                                                 | 1970–74          | Модернізм                                   |            |
| 43    | Публічна бібліотека Томаса Крейна                             | Квінсі                            | (Массачусетс      | Генрі Гобсон Річардсон                                                                       | 1881–82          | Річардсоніанський романський                |            |
| 44    | Будинок Вулворт                                               | Нью-Йорк                          | Нью-Йорк          | Касс Ґілберт                                                                                 | 1910–12          | Неоготика                                   |            |
| 45    | Вокзал Цинциннаті-Юніон                                       | Цинциннаті                        | Огайо             | Fellheimer & Wagner                                                                          | 1928–33          | Ар-деко                                     |            |
| 46    | Готель «Волдорф-Асторія»                                      | Нью-Йорк                          | Нью-Йорк          | Schultze & Weaver                                                                            | 1929–31          | Ар-деко                                     |            |
| 47    | Нью-Йоркська публічна бібліотека (головне відділення)         | Нью-Йорк                          | Нью-Йорк          | Carrère and Hastings                                                                         | 1897–1911        | Боз-ар                                      |            |
| 48    | Карнеґі-хол                                                   | Нью-Йорк                          | Нью-Йорк          | Вільям Татхіл; Річард Морріс Гант та Данкмар Адлер (консультування)                          | 1890–91          | Італійський                                 |            |
| 49    | Ратуша Сан-Франциско                                          | Сан-Франциско                     | Каліфорнія        | Артур Браун-молодший                                                                         | 1913–16          | Боз-ар                                      |            |
| 50    | Капітолій штату Вірджинія                                     | Ричмонд                           | Вірджинія         | Томас Джефферсон                                                                             | 1785–88          | Неокласицизм                                |            |
| 51    | Кадетська каплиця Академії Повітряних сил США                 | Колорадо-Спрінгс                  | Колорадо          | Волтер Нетш                                                                                  | 1959–62          | Футуризм                                    |            |
| 52    | Музей природничої історії Філда                               | Чикаго                            | Іллінойс          | Деніел Хадсон Бернхем та Graham, Anderson, Probst and White                                  | 1915–21          | Неокласицизм                                |            |
| 53    | Крамниця Apple на П'ятій авеню                                | Нью-Йорк                          | Нью-Йорк          | Bohlin Cywinski Jackson                                                                      | 2005–06          | Хай-тек                                     |            |
| 54    | Бібліотека образотворчого мистецтва Фішера                    | Філадельфія                       | Пенсільванія      | Френк Фурнес                                                                                 | 1888–90          | Вікторіанський                              |            |
| 55    | Готель «Мауна Кеа Біч»                                        | Когала                            | Гаваї             | Skidmore, Owings and Merrill                                                                 | 1965             | Модернізм                                   |            |
| 56    | Рокфеллерський центр                                          | Нью-Йорк                          | Нью-Йорк          | Reinhard & Hofmeister, Гарві Вайлі Корбетт, Воллес Гаррісон, Реймонд Гуд, Godley & Fouilhoux | 1930–39          | Ар-деко                                     |            |
| 57    | Міжнародний аеропорт Денвер                                   | Денвер                            | Колорадо          | Fentress Bradburn Architects                                                                 | 1989–95          | Постмодернізм                               |            |
| 58    | Громадська бібліотека Еймса                                   | Істон                             | Массачусетс       | Генрі Гобсон Річардсон                                                                       | 1877–79          | Річардсоніанський романський                |            |
| 59    | Художній музей Мілвокі                                        | Мілвокі                           | Вісконсин         | Сантьяго Калатрава                                                                           | 1994–2001        | Постмодернізм                               |            |
| 60    | Каплиця Торнкраун                                             | Юрика-Спрінгс                     | Арканзас          | Фей Джонс                                                                                    | 1980             | Стиль прерій                                |            |
| 61    | Піраміда Трансамерика                                         | Сан-Франциско                     | Каліфорнія        | Вільям Перейра                                                                               | 1969–72          | Модернізм                                   |            |
| 62    | Будинок на Вокер-драйв, 333                                   | Чикаго                            | Іллінойс          | Кон Педерсен Фокс                                                                            | 1979–83          | Модернізм                                   |            |
| 63    | Національний музей авіації і космонавтики США                 | Вашингтон                         | Округ Колумбія    | Ґіо Обата                                                                                    | 1972–76          | Модернізм                                   |            |
| 64    | Фанейл-голл                                                   | Бостон                            | Массачусетс       | Бенджамін Томпсон                                                                            | 1740–42          | Георгіанський                               |            |
| 65    | Кришталевий собор                                             | Гарден-Гров                       | Каліфорнія        | Філіп Джонсон                                                                                | 1977–80          | Хай-тек / Постмодерн                        |            |
| 66    | Будинок Ґембла                                                | Пасадіна                          | Каліфорнія        | Greene and Greene                                                                            | 1908–09          | Американський ремісничий                    |            |
| 67    | Капітолій штату Небраска                                      | Лінкольн                          | Небраска          | Бертрам Гудг'ю                                                                               | 1922–32          | Ар-деко / Неокласицизм                      |            |
| 68    | Будівля Нью-Йорк таймс                                        | Нью-Йорк                          | Нью-Йорк          | Ренцо Піано                                                                                  | 2003–07          | Хай-тек                                     |            |
| 69    | Публічна бібліотека Солт-Лейк-Сіті                            | Солт-Лейк-Сіті                    | Юта               | Моше Сафді                                                                                   | 2000–03          | Хай-тек / Постмодерн                        |            |
| 70    | Готелі «Walt Disney World Dolphin» і «Walt Disney World Swan» | Лейк-Буена-Віста                  | Флорида           | Майкл Грейвз                                                                                 | 1987–88          | Постмодерн                                  |            |
| 71    | Башта Герста                                                  | Нью-Йорк                          | Нью-Йорк          | Норман Фостер                                                                                | 2003–06          | Хай-тек                                     |            |
| 72    | Флетайрон-білдінг (хмарочос «Праска»)                         | Нью-Йорк                          | Нью-Йорк          | Деніел Хадсон Бернхем                                                                        | 1902             | Боз-ар / Чиказька школа                     |            |
| 73    | Лейк-Пойнт-тауер                                              | Чикаго                            | Іллінойс          | Schipporeit and Heinrich                                                                     | 1965–68          | Модернізм                                   |            |
| 74    | Музей Соломона Ґуґґенгайма                                    | Нью-Йорк                          | Нью-Йорк          | Френк Ллойд Райт                                                                             | 1956–59          | Модернізм                                   |            |
| 75    | Станція «Юніон-Стейшн»                                        | Лос-Анджелес                      | Каліфорнія        | The Parkinsons                                                                               | 1939             | Стиль іспанського колоніального відродження |            |
| 76    | Готель «Віллард»                                              | Вашингтон                         | Округ Колумбія    | Генрі Джейнвей Гарденберг                                                                    | 1901             | Боз-ар                                      |            |
| 77    | Север-голл                                                    | Кембридж                          | Массачусетс       | Генрі Гобсон Річардсон                                                                       | 1878–80          | Річардсоніанський романський                |            |
| 78    | Готель «Бродмур»                                              | Колорадо-Спрінгс                  | Колорадо          | Warren & Wetmore                                                                             | 1918             | Стиль іспанського колоніального відродження |            |
| 79    | Рональд Рейган-білдінг                                        | Вашингтон                         | Округ Колумбія    | Джеймс Інго Фрід                                                                             | 1989–98          | Постмодерн / Новий класичний                |            |
| 80    | Бібліотека Академії Філліпса в Ексетері                       | Ексетер                           | Нью-Гемпшир       | Луїс Кан                                                                                     | 1965–71          | Модернізм                                   |            |
| 81    | Готель «Плаза»                                                | Нью-Йорк                          | Нью-Йорк          | Генрі Джейнвей Гарденберг                                                                    | 1905–07          | Боз-ар                                      |            |
| 82    | Готель «Софітель Чикаго Вотер-тауер»                          | Чикаго                            | Іллінойс          | Жан-Поль Віге                                                                                | 2002             | Постмодерн                                  |            |
| 83    | Будинок Джона Глесснера                                       | Чикаго                            | Іллінойс          | Генрі Гобсон Річардсон                                                                       | 1886–87          | Річардсоніанський романський                |            |
| 84    | Стадіон «Янкі-стедіум» (демонтований)                         | Нью-Йорк                          | Нью-Йорк          | Osborn Architects & Engineers                                                                | 1922–23          | Бейсбольний стадіон                         |            |
| 85    | Бібліотека Гарольда Вашингтона                                | Чикаго                            | Іллінойс          | Hammond, Beeby and Babka                                                                     | 1988–91          | Постмодерн / Новий класичний                |            |
| 86    | Лінкольн-центр                                                | Нью-Йорк                          | Нью-Йорк          | Воллес Гаррісон, Філіп Джонсон та інші                                                       | 1955–69          | Модернізм                                   |            |
| 87    | Житловий будинок «Дакота»                                     | Нью-Йорк                          | Нью-Йорк          | Генрі Джейнвей Гарденберг                                                                    | 1880–84          | Неоренесанс                                 |            |
| 88    | Чиказький художній інститут                                   | Чикаго                            | Іллінойс          | Shepley, Rutan and Coolidge                                                                  | 1893             | Боз-ар                                      |            |
| 89    | Готель «Фейрмонт Сан-Франциско»                               | Сан-Франциско                     | Каліфорнія        | Reid & Reid                                                                                  | 1907             | Боз-ар                                      |            |
| 90    | Будівля МакКім Бостонської публічної бібліотеки               | Бостон                            | Массачусетс       | Чарльз Фоллен МакКім                                                                         | 1887–95          | Неоренесанс                                 |            |
| 91    | Голлівуд-боул                                                 | Лос-Анджелес                      | Каліфорнія        | Ллойд Райт                                                                                   | 1929–2004        | Експресіонізм                               |            |
| 92    | Капітолій штату Техас                                         | Остін                             | Техас             | Елайджа Маєрс                                                                                | 1885–88          | Неоренесанс                                 |            |
| 93    | Готель «Фонтенбло Маямі-Біч»                                  | Маямі-Біч                         | Флорида           | Морріс Лапідус                                                                               | 1954             | Модернізм                                   |            |
| 94    | Школа права Мічиганського університету                        | Анн-Арбор                         | Мічиган           | York and Sawyer                                                                              | 1924–33          | Неоготика                                   |            |
| 95    | Центр Ґетті                                                   | Лос-Анджелес                      | Каліфорнія        | Річард Меєр                                                                                  | 1989–97          | Модернізм                                   |            |
| 96    | Художній музей Гай                                            | Атланта                           | Джорджія          | Річард Меєр                                                                                  | 1980–83          | Модернізм                                   |            |
| 97    | Будівля суду США імені Альфонса Д'Амато                       | Сентрал-Айсліп                    | Нью-Йорк          | Річард Меєр                                                                                  | 1996–2000        | Модернізм                                   |            |
| 98    | Хумана-білдінг                                                | Луїсвілл                          | Кентуккі          | Майкл Грейвз                                                                                 | 1982–85          | Постмодерн                                  |            |
| 99    | Концертний зал імені Волта Діснея                             | Лос-Анджелес                      | Каліфорнія        | Френк Гері                                                                                   | 1999–2003        | Постмодерн / Деконструктивізм               |            |
| 100   | Мюзик-хол «Радіо-сіті»                                        | Нью-Йорк                          | Нью-Йорк          | Едвард Дюрелл Стоун                                                                          | 1931–32          | Ар-деко                                     |            |
| 101   | Стадіон імені Пола Брауна                                     | Цинциннаті                        | Огайо             | NBBJ                                                                                         | 1998–2000        | Постмодерн                                  |            |
| 102   | Термінал 1 United Airlines Міжнародного аеропорту О'Гара      | Чикаго                            | Іллінойс          | Гельмут Ян                                                                                   | 1985–87          | Постмодерн                                  |            |
| 103   | Готель «Хаят Рідженсі Атланта»                                | Атланта                           | Джорджія          | Джон Келвін Портман-молодший                                                                 | 1967             | Модернізм                                   |            |
| 104   | Стадіон «Оракл-Парк»                                          | Сан-Франциско                     | Каліфорнія        | Populous                                                                                     | 1997–2000        | Бейсбольний стадіон / Новий класичний       |            |
| 105   | Тайм-Ворнер-центр                                             | Нью-Йорк                          | Нью-Йорк          | Девід Чайлдс                                                                                 | 2000–03          | Модернізм                                   |            |
| 106   | Вашингтонський метрополітен                                   | Вашингтон                         | Округ Колумбія    | Гаррі Віз                                                                                    | 1969–76          | Бруталізм                                   |            |
| 107   | IDS-центр                                                     | Міннеаполіс                       | Міннесота         | Філіп Джонсон                                                                                | 1969–72          | Модернізм                                   |            |
| 108   | Центральна бібліотека Сіетла                                  | Сіетл                             | Вашингтон         | Рем Колгас та Джошуа Рамус                                                                   | 2002–04          | Хай-тек / Деконструктивізм                  |            |
| 109   | Сан-Франциський музей сучасного мистецтва                     | Сан-Франциско                     | Каліфорнія        | Маріо Ботта                                                                                  | 1992–95          | Постмодерн                                  |            |
| 110   | Станція «Юніон-Стейшн»                                        | Чикаго                            | Іллінойс          | Деніел Хадсон Бернхем та Graham, Anderson, Probst and White                                  | 1913–25          | Ар-деко                                     |            |
| 111   | Штаб-квартира ООН                                             | Нью-Йорк                          | Нью-Йорк          | Воллес Гаррісон та інші                                                                      | 1948–52          | Модернізм                                   |            |
| 112   | Національний музей будівництва                                | Вашингтон                         | Округ Колумбія    | Монтгомері Каннінгем Мейгс                                                                   | 1882–87          | Неоренесанс                                 |            |
| 113   | Стадіон «Фенвей-Парк»                                         | Бостон                            | Массачусетс       | Джеймс Ернест Маклафлін                                                                      | 1911–12          | Бейсбольний стадіон                         |            |
| 114   | Будинок Дани–Томаса                                           | Спрингфілд                        | Іллінойс          | Френк Ллойд Райт                                                                             | 1902–04          | Стиль прерій                                |            |
| 115   | Центр польотів TWA, Міжнародний аеропорт імені Джона Кеннеді  | Нью-Йорк                          | Нью-Йорк          | Ееро Саарінен                                                                                | 1959–62          | Модернізм / Експресіонізм                   |            |
| 116   | Атенеум                                                       | Нью-Гармоні                       | Індіана           | Річард Меєр                                                                                  | 1979             | Модернізм                                   |            |
| 117   | Центр мистецтв Вокера                                         | Міннеаполіс                       | Міннесота         | Едвард Ларрабі Барнс; Herzog & de Meuron                                                     | 1969–71, 2005    | Мінімалізм                                  |            |
| 118   | Американ-Ейрлайнс-центр                                       | Даллас                            | Техас             | Девід Марк Шварц                                                                             | 1991–2001        | Новий класичний                             |            |
| 119   | Готель «Аризона Білтмор»                                      | Фінікс                            | Аризона           | Альберт Чейз МакАртур та Френк Ллойд Райт (як консультант)                                   | 1929             | Ар-деко                                     |            |
| 120   | Лос-Анджелеська центральна бібліотека                         | Лос-Анджелес                      | Каліфорнія        | Бертрам Гудг'ю                                                                               | 1926             | Ар-деко / Мексиканське бароко               |            |
| 121   | Міжнародний аеропорт Сан-Франциско                            | Сан-Франциско                     | Каліфорнія        | Skidmore, Owings and Merrill, Del Campo and Maru Architects, Michael Willis Architects       | 1995–2000        | Модернізм                                   |            |
| 122   | Стадіон «Кемден-Ярдс»                                         | Балтимор                          | Меріленд          | Hellmuth, Obata + Kassabaum                                                                  | 1989–92          | Бейсбольний стадіон / Новий класичний       |            |
| 123   | Талієсін Вест                                                 | Скоттсдейл                        | Аризона           | Френк Ллойд Райт                                                                             | 1937             | Модернізм                                   |            |
| 124   | Меморіальний музей Голокосту                                  | Вашингтон                         | Округ Колумбія    | Джеймс Інго Фрід, Pei Cobb Freed & Partners                                                  | 1988–93          | Новий класичний / Георгіанський / Модернізм |            |
| 125   | Сітігруп-центр                                                | Нью-Йорк                          | Нью-Йорк          | Hugh Stubbins & Associates; Emery Roth & Sons                                                | 1974–77          | Постмодерн                                  |            |
| 126   | Подарунковий магазин V. C. Morris                             | Сан-Франциско                     | Каліфорнія        | Френк Ллойд Райт                                                                             | 1948             | Органічна архітектура                       |            |
| 127   | Станція «Юніон-Стейшн»                                        | Канзас-Сіті                       | Міссурі           | Джарвіс Гант                                                                                 | 1914             | Боз-ар                                      |            |
| 128   | Рукері-білдінг                                                | Чикаго                            | Іллінойс          | Burnham and Root                                                                             | 1888             | Чиказька школа                              |            |
| 129   | Художній музей Вейсмана                                       | Міннеаполіс                       | Міннесота         | Френк Гері                                                                                   | 1993             | Постмодерн / Деконструктивізм               |            |
| 130   | Будинок Дугласів                                              | Гарбор-Спрінгс                    | Мічиган           | Річард Меєр                                                                                  | 1965–67          | Модернізм                                   |            |
| 131   | Будинок мальв                                                 | Лос-Анджелес                      | Каліфорнія        | Френк Ллойд Райт                                                                             | 1919–21          | Неомаянський                                |            |
| 132   | Пензойл-Плейс                                                 | Х'юстон                           | Техас             | Філіп Джонсон                                                                                | 1976             | Постмодерн                                  |            |
| 133   | Готель «Роялтон»                                              | Нью-Йорк                          | Нью-Йорк          | Rossiter & Wright; Філіп Старк                                                               | 1898, 1988       | Неокласицизм                                |            |
| 134   | Стадіон «Астродом»                                            | Х'юстон                           | Техас             | Hermon Lloyd & W. B. Morgan, Wilson, Morris, Crain and Anderson                              | 1962–65          | Постмодерн                                  |            |
| 135   | Стадіон «T-Mobile Park»                                       | Сіетл                             | Вашингтон         | NBBJ, 360 Architecture                                                                       | 1997–99          | Бейсбольний стадіон / Постмодерн            |            |
| 136   | Корнінзький музей скла                                        | Корнінг                           | Нью-Йорк          | Гунарс Біркертс                                                                              | 1976–1980        | Модернізм                                   |            |
| 137   | Станція «30-та стріт»                                         | Філадельфія                       | Пенсільванія      | Graham, Anderson, Probst and White                                                           | 1927–33          | Неокласицизм                                |            |
| 138   | Будинок Робі                                                  | Чикаго                            | Іллінойс          | Френк Ллойд Райт                                                                             | 1909–10          | Стиль прерій                                |            |
| 139   | Вільямс-тауер                                                 | Х'юстон                           | Техас             | Філіп Джонсон                                                                                | 1981–83          | Постмодерн                                  |            |
| 140   | Будинок Шталя (Case Study House #22)                          | Лос-Анджелес                      | Каліфорнія        | П'єр Кеніг                                                                                   | 1959–60          | Модерн середини століття                    |            |
| 141   | Магазин Apple Store у Сохо                                    | Нью-Йорк                          | Нью-Йорк          | Bohlin Cywinski Jackson                                                                      | 2002             | Модернізм                                   |            |
| 142   | Джон Генкок-тауер                                             | Бостон                            | Массачусетс       | Генрі Ніколс Кобб                                                                            | 1968–76          | Мінімалізм                                  |            |
| 143   | Пенсільванія-стейшн (демонтована)                             | Нью-Йорк                          | Нью-Йорк          | McKim, Mead & White                                                                          | 1904–10          | Неокласицизм                                |            |
| 144   | Готель «Хаят Рідженсі Сан-Франциско»                          | Сан-Франциско                     | Каліфорнія        | Джон Келвін Портман-молодший                                                                 | 1973             | Постмодерн                                  |            |
| 145   | Будівля компанії Carson, Pirie, Scott and Company             | Чикаго                            | Іллінойс          | Луїс Салліван                                                                                | 1899             | Чиказька школа                              |            |
| 146   | Музей сучасного мистецтва                                     | Нью-Йорк                          | Нью-Йорк          | Філіп Джонсон                                                                                | 1939             | Інтернаціональний                           |            |
| 147   | Аудиторіум-білдінг                                            | Чикаго                            | Іллінойс          | Данкмар Адлер та Луїс Салліван                                                               | 1887–89          | Чиказька школа                              |            |
| 148   | Готель «Браун Пелес»                                          | Денвер                            | Колорадо          | Френк Едбрук                                                                                 | 1892             | Неоренесанс                                 |            |
| 149   | Хокейний майданчик «Інгаллс-Рінк» Єльського університету      | Нью-Гейвен                        | Коннектикут       | Ееро Саарінен                                                                                | 1953–58          | Модернізм                                   |            |
| 150   | Баттл-голл Техаського університету в Остіні                   | Остін                             | Техас             | Касс Ґілберт                                                                                 | 1911             | Неосередземноморський                       |            |

## Критика
Коли список був оприлюднений, критики зауважили, що перелік «улюблених» споруд не відображає суджень архітектурних «експертів». Під час презентації списку президент AIA Р. К. Стюарт визнав, що рейтинги не репрезентують професійні оцінки архітекторів, а радше відображають «емоційний зв'язок» людей із будівлями.
Серед будівель, які критики назвали такими, що мають велике значення для архітекторів, але не потрапили до Топ 150 у громадському опитуванні, були такі: Інститут Солка в Ла-Хої, Каліфорнія, спроєктований Луїсом Каном; Інленд-Стіл-білдінг і Джон Генкок-тауер у Чикаго; Вашингтонський міжнародний аеропорт Даллеса, спроєктований Ееро Сааріненом; будівля Сігрем у Нью-Йорку, створена Людвігом Міс ван дер Рое.
Джон Кінг із «Сан-Франциско кронікл» зазначив, що в 1991 році AIA назвала проєкт аеропорту Даллеса, створений Сааріненом, одним із десяти «найкращих творів американських архітекторів усіх часів». Кінг звернув увагу на те, що оцінки громадськості базувалися лише на перегляді однієї фотографії кожної будівлі, наголосивши: «Архітектура — це щось більше, ніж може передати зображення».

## Споруди, що не потрапили в топ 150
Нижче подано перелік 98 споруд, які архітектори віднесли до списку значущих, але які не увійшли до Топ 150 у громадському голосуванні:
- Апартаменти на Лейк Шоу Драйв, 860-880 (Чикаго, Іллінойс)
- Американський музей народного мистецтва (Нью-Йорк)
- Рудольф-голл (Єльський університет, Нью-Гейвен, Коннектикут)
- Бейкер-гаус (Массачусетський технологічний інститут, Кембридж, Массачусетс)
- Бібліотека рідкісних книг і рукописів Бейнеке (Єльський університет, Нью-Гейвен, Коннектикут)
- Синагога Бет Шолом (Елкінс Парк, Пенсільванія)
- Бостонська мерія (Бостон, Массачусетс)
- Бредбері-білдінг (Лос-Анджелес, Каліфорнія)
- Центральна бібліотека Бертона Барра (Фінікс, Аризона)
- Карпентерський центр візуальних мистецтв (Гарвардський університет, Кембридж, Массачусетс)
- Собор Богоматері Ангелів (Лос-Анджелес, Каліфорнія)
- Собор Успіння Пресвятої Богородиці (Сан-Франциско, Каліфорнія)
- CBS-білдінг (Нью-Йорк)
- Єльський центр британського мистецтва (Єльський університет, Нью-Гейвен, Коннектикут)
- Каплиця Массачусетського технологічного інституту (Массачусетський технологічний інститут, Кембридж, Массачусетс)
- Каплиця святого Ігнатія (Сіетлський університет, Сіетл, Вашингтон)
- Кроун-голл (Іллінойський інститут технології, Чикаго, Іллінойс)
- Далласька мерія (Даллас, Техас)
- Міжнародний аеропорт Даллас/Форт-Верт (Даллас, Техас)
- Музей де Янга (Сан-Франциско, Каліфорнія)
- Денверський художній музей (Денвер, Колорадо)
- Денверська публічна бібліотека (Денвер, Колорадо)
- Будинок Імзів (Пасіфік-Палісейдс, Лос-Анджелес, Каліфорнія)
- Будинок Еннісів (Лос-Феліз, Лос-Анджелес, Каліфорнія)
- Будинок Маргарет Ешерік (Філадельфія, Пенсільванія)
- Музей поп-культури (Сіетл, Вашингтон)
- Фарнсворт-гаус (Плейно, Іллінойс)
- Перша християнська церква (Колумбус, Індіана)
- Перша церква Христа-Вченого (Берклі, Каліфорнія)
- Перша унітарна церква Рочестера (Рочестер, Нью-Йорк)
- Центр соціальної справедливості Фундації Форда (Нью-Йорк)
- Резиденція Френка Гері (Санта-Моніка, Каліфорнія)
- Галерея мистецтв Фріра (Вашингтон, округ Колумбія)
- Genzyme Center (Кембридж, Массачусетс)
- Будинок Ґропіуса (Лінкольн, Массачусетс)
- Пруденшл-білдінг (Баффало, Нью-Йорк)
- Гортон Плаза (Сан-Дієго, Каліфорнія)
- IBM-білдінг (Чикаго, Іллінойс)
- Інленд-Стіл-білдінг (Чикаго, Іллінойс)
- Джейкобс-Філд (Клівленд, Огайо)
- Всесвітня штаб-квартира John Deere (Молін, Іллінойс)
- Джон-Генкок-центр (Чикаго, Іллінойс)
- Джонсон-Вокс-білдінг (Расін, Вісконсин)
- Будинок Кауфманна (Палм-Спрінгз, Каліфорнія)
- Художній музей Кімбелл (Форт-Верт, Техас)
- Кінгс-Роуд-гаус / Будинок Шиндлера (Західний Голлівуд, Каліфорнія)
- Адміністративна будівля Larkin Company (Баффало, Нью-Йорк)
- Левер-гаус (Нью-Йорк)
- Ловелл-Біч-гаус (Ньюпорт-Біч, Каліфорнія)
- Магазин R. H. Macy and Company (Нью-Йорк)
- Громадський центр округу Марін (Сан-Рафаель, Каліфорнія)
- Будівля Marshall Field & Company (Чикаго, Іллінойс)
- Зібрання Менілів (Х'юстон, Техас)
- Центральна бібліотека Міннеаполіса (Міннеаполіс, Міннесота)
- Форт-Вортський музей сучасного мистецтва (Форт-Верт, Техас)
- Монаднок-білдінг (Чикаго, Іллінойс)
- Морганівська бібліотека і музей (Нью-Йорк)
- Бібліотека в Маунт-Енджелі (Маунт-Енджел, Орегон)
- Музей сучасного мистецтва (Лос-Анджелес, Каліфорнія)
- Музей витончених мистецтв (Х'юстон, Техас)
- Скульптурний центр Нашера (Даллас, Техас)
- Національна галерея мистецтва (східна будівля) (Вашингтон, округ Колумбія)
- Північна християнська церква (Колумбус, Індіана)
- Оклендський музей Каліфорнії (Окленд, Каліфорнія)
- Міжнародний аеропорт О'Гара (Чикаго, Іллінойс)
- Пібоді-Террас (Гарвардський університет, Кембридж, Массачусетс)
- Петко-Парк (Сан-Дієго, Каліфорнія)
- PSFS-білдінг (Філадельфія, Пенсільванія)
- Скляний дім (Нью-Кейнен, Коннектикут)
- Прада (Лос-Анджелес, Каліфорнія)
- Прада (Бродвей 575, Нью-Йорк)
- Прайс-тауер (Бартелсвілл, Оклахома)
- Будинок Рачофскі (Даллас, Техас)
- Флагманський магазин REI (Сіетл, Вашингтон)
- Реліанс-білдінг (Чикаго, Іллінойс)
- Медичні дослідницькі лабораторії Річардса (Філадельфія, Пенсільванія)
- Національний аеропорт імені Рональда Рейгана (Арлінгтон, Вірджинія)
- Центр сучасного мистецтва (Цинциннаті, Огайо)
- Інститут біологічних досліджень Солка (Ла-Хоя, Сан-Дієго, Каліфорнія)
- Публічна бібліотека Сан-Франциско (Сан-Франциско, Каліфорнія)
- Будівля суду Сполучених Штатів імені Сандри Дей О'Коннор (Фінікс, Аризона)
- Сігрем-білдінг (Нью-Йорк)
- Будинок Фредеріка Сміта (Деріан, Коннектикут)
- Солджер-філд (Чикаго, Іллінойс)
- Соні Плаза (Нью-Йорк)
- Стейплс-центр (Лос-Анджелес, Каліфорнія)
- Стадіон «Сізарс Супердоум» (Новий Орлеан, Луїзіана)
- Тіффані-білдінг (Нью-Йорк)
- Храм Єдності (Оук-Парк, Іллінойс)
- Стадіон Університету Фінікса (Глендейл, Аризона)
- Будинок Ванни Вентурі (Честнат-Гілл, Філадельфія, Пенсільванія)
- Будинок Вейнрайта (Сент-Луїс, Міссурі)
- Вашингтонський міжнародний аеропорт імені Даллеса (Вашингтон, округ Колумбія)
- Центр мистецтв Векснера (Університет штату Огайо, Колумбу, Огайо)
- Музей американського мистецтва Вітні (Нью-Йорк)
- Президентський центр Клінтона (Літл-Рок, Арканзас)